# 吉井 (横須賀市)
吉井（よしい）は、神奈川県横須賀市の地名。現行行政地名は吉井一丁目から吉井四丁目。住居表示実施済区域。

## 地理
横須賀市の東部にある浦賀地区に属し、東に浦賀、南東に西浦賀、南に若宮台、南西に舟倉、西に池田町、北に桜が丘と接している。
一、二丁目の一部と三、四丁目のほぼ全域には京急不動産が開発した湘南山手分譲地が広がっている。一丁目はあまり開発されておらず、緑豊かな風景が残っている。

### 地価
住宅地の地価は、2023年（令和5年）1月1日の公示地価によれば、吉井4-3-15の地点で12万1000円/m2となっている。

## 世帯数と人口
2023年（令和5年）4月1日現在（横須賀市発表）の世帯数と人口は以下の通りである。
| 丁目       | 世帯数    | 人口    |
| ---------- | --------- | ------- |
| 吉井一丁目 | 313世帯   | 753人   |
| 吉井二丁目 | 1,130世帯 | 2,818人 |
| 吉井三丁目 | 733世帯   | 2,117人 |
| 吉井四丁目 | 515世帯   | 1,346人 |
| 計         | 2,691世帯 | 7,034人 |

### 人口の変遷
国勢調査による人口の推移。
| 年                 | 人口  |
| ------------------ | ----- |
| 1995年（平成7年）  | 786   |
| 2000年（平成12年） | 3,572 |
| 2005年（平成17年） | 7,281 |
| 2010年（平成22年） | 7,552 |
| 2015年（平成27年） | 7,386 |
| 2020年（令和2年）  | 7,062 |

### 世帯数の変遷
国勢調査による世帯数の推移。
| 年                 | 世帯数 |
| ------------------ | ------ |
| 1995年（平成7年）  | 273    |
| 2000年（平成12年） | 1,185  |
| 2005年（平成17年） | 2,251  |
| 2010年（平成22年） | 2,336  |
| 2015年（平成27年） | 2,374  |
| 2020年（令和2年）  | 2,421  |

## 学区
市立小・中学校に通う場合、学区は以下の通りとなる（2022年3月時点）。
| 丁目       | 番・番地等      | 小学校                 | 中学校                 |
| ---------- | --------------- | ---------------------- | ---------------------- |
| 吉井一丁目 | 10〜14番        | 横須賀市立浦賀小学校   | 横須賀市立浦賀中学校   |
| 吉井一丁目 | 上記以外        | 横須賀市立大塚台小学校 | 横須賀市立久里浜中学校 |
| 吉井二丁目 | 1〜4番 7番、8番 | 横須賀市立大塚台小学校 | 横須賀市立久里浜中学校 |
| 吉井二丁目 | 上記以外        | 横須賀市立大塚台小学校 | 横須賀市立浦賀中学校   |
| 吉井三丁目 | 全域            | 横須賀市立望洋小学校   | 横須賀市立浦賀中学校   |
| 吉井四丁目 | 全域            | 横須賀市立望洋小学校   | 横須賀市立浦賀中学校   |

## 事業所
2021年（令和3年）現在の経済センサス調査による事業所数と従業員数は以下の通りである。
| 丁目       | 事業所数 | 従業員数 |
| ---------- | -------- | -------- |
| 吉井一丁目 | 8事業所  | 40人     |
| 吉井二丁目 | 30事業所 | 368人    |
| 吉井三丁目 | 24事業所 | 138人    |
| 吉井四丁目 | 13事業所 | 92人     |
| 計         | 75事業所 | 638人    |

### 事業者数の変遷
経済センサスによる事業所数の推移。
| 年                 | 事業者数 |
| ------------------ | -------- |
| 2016年（平成28年） | 84       |
| 2021年（令和3年）  | 75       |

### 従業員数の変遷
経済センサスによる従業員数の推移。
| 年                 | 従業員数 |
| ------------------ | -------- |
| 2016年（平成28年） | 670      |
| 2021年（令和3年）  | 638      |

## 交通
- 京浜急行バス

　　久20 京急久里浜駅 - 湘南山手（吉井、山手入口、山手南、安房口神社前、山手中央、湘南山手）

## 施設
- 相鉄ローゼン 湘南山手店[15]
- 安房口神社
- 流水山法善寺（浄土真宗本願寺派）
- 吉井山眞福寺（浄土宗）
- 吉井貝塚
- 怒田城址

## その他

### 日本郵便
- 郵便番号 : 239-0804[2]（集配局 : 久里浜郵便局[16]）。